# Karadż-e Sofla
Karadż-e Sofla (pers. كرج سفلي) – wieś w Iranie, w ostanie Kermanszah. W 2006 roku miejscowość liczyła 65 mieszkańców w 23 rodzinach.